# Sebastian Priaulx

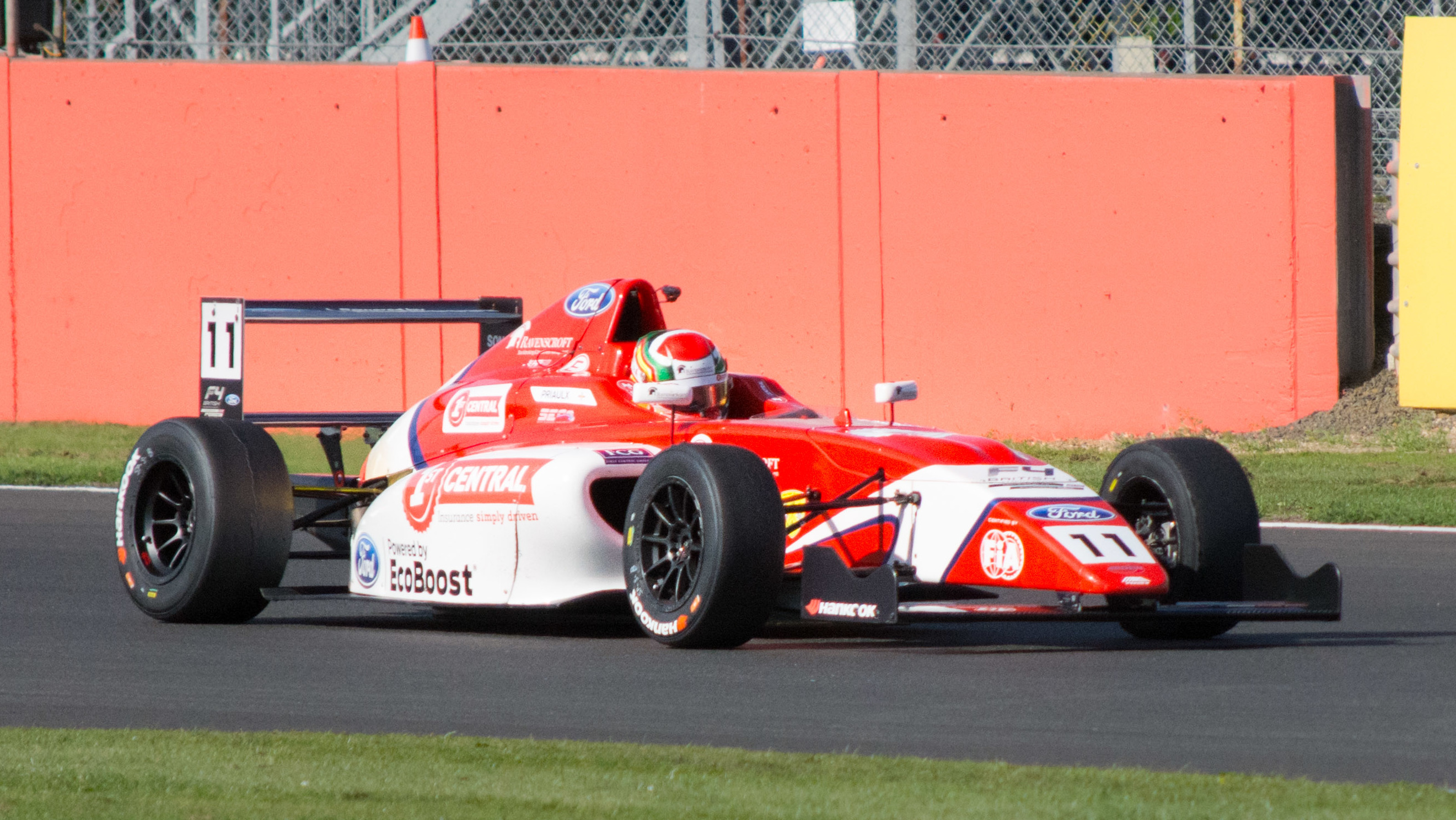
Sebastian 2018 im Formel-4-Rennwagen

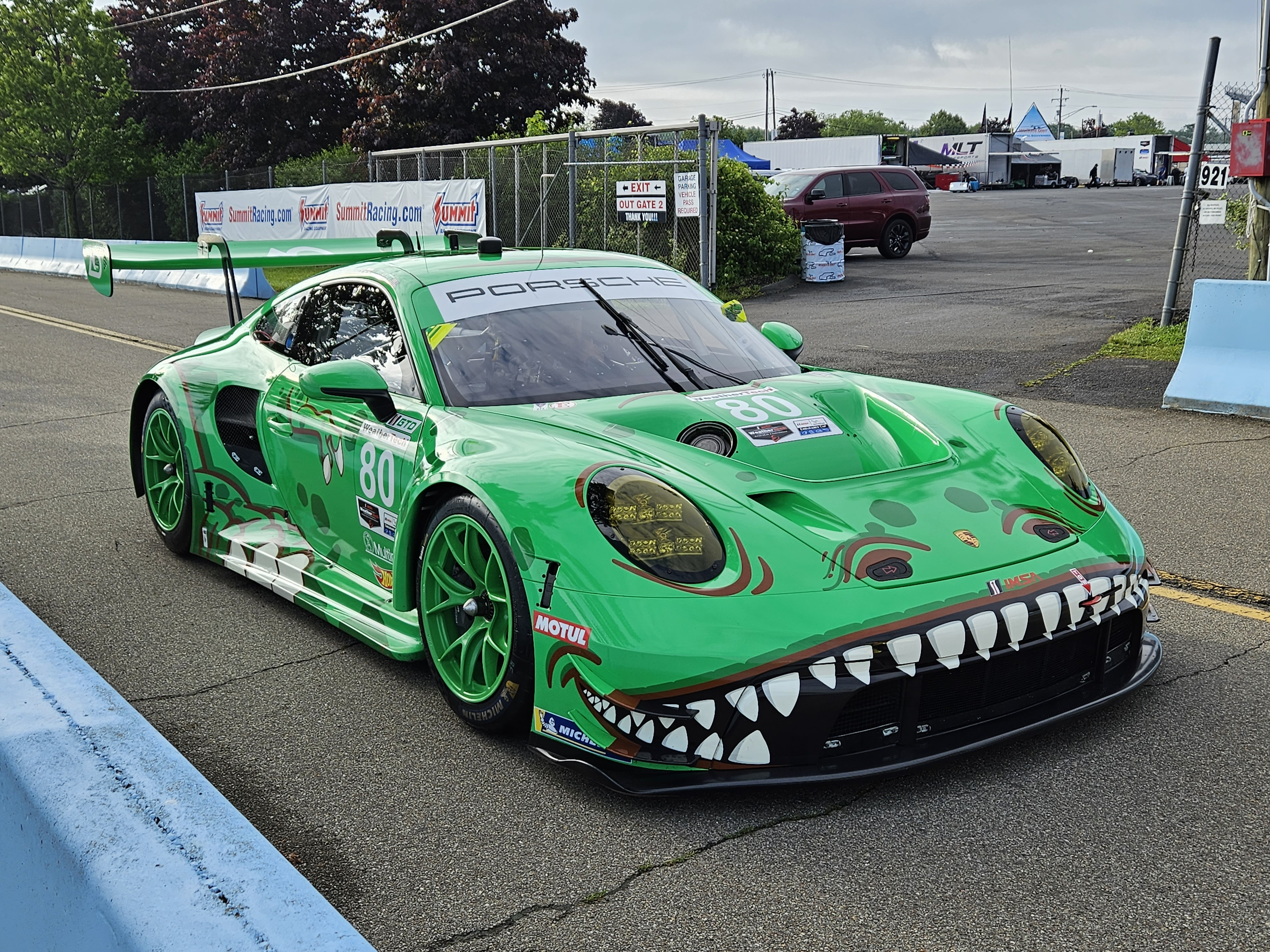
Der von Sebastian Priaulx beim 6-Stunden-Rennen von Watkins Glen 2023 gefahrene Porsche 911 GT3 R

Sebastian „Seb“ Priaulx (* 18. Januar 2001 auf Guernsey) ist ein britischer Autorennfahrer und der Sohn von Andy Priaulx.

## Karriere als Rennfahrer
Sebastian Priaulx entstammt einer Familie von Motorsportlern. Sein Vater Andy Priaulx war unter anderem dreimal Tourenwagen-Weltmeister und Werksfahrer bei BMW und Chip Ganassi Racing. Sein Großvater Graham bestritt in den 1950er-Jahren Monopostorennen. 
Die professionelle Karriere von Sebastian Priaulx begann 2015 in der Ginetta Junior Series, wo er 2016 die Junior Winter Series gewann. Nach dem zweiten Endrang hinter Tom Gamble 2017 wechselte er 2018 in die Formel 4. Nach dem siebten Schlussrang in der britischen Meisterschaft setzte er seine Karriere im folgenden Jahr im GT-Sport fort. 2019 wurde er Zweiter in der GT4-Klasse der britischen GT-Meisterschaft und gewann 2021 den Porsche Carrera Cup North America. Seit dem Beginn der Rennsaison 2022 ist er in der FIA-Langstrecken-Weltmeisterschaft und der IMSA WeatherTech SportsCar Championship aktiv.

## Statistik

### Le-Mans-Ergebnisse
| Jahr | Team                  | Fahrzeug           | Teamkollege     | Teamkollege    | Platzierung | Ausfallgrund |
| ---- | --------------------- | ------------------ | --------------- | -------------- | ----------- | ------------ |
| 2022 | Dempsey-Proton Racing | Porsche 991 RSR-19 | Harry Tincknell | Christian Ried | Rang 47     |              |

### Sebring-Ergebnisse
| Jahr | Team                        | Fahrzeug                | Teamkollege         | Teamkollege       | Platzierung | Ausfallgrund |
| ---- | --------------------------- | ----------------------- | ------------------- | ----------------- | ----------- | ------------ |
| 2023 | AO Racing Team              | Porsche 911 GT3 R       | P. J. Hyett         | Gunnar Jeannette  | Rang 38     |              |
| 2024 | AO Racing                   | Porsche 911 GT3 R (992) | Michael Christensen | Laurin Heinrich   | Rang 28     |              |
| 2025 | Ford Multimatic Motorsports | Ford Mustang GT3        | Ben Barker          | Mike Rockenfeller | Rang 23     |              |

### Einzelergebnisse in der FIA-Langstrecken-Weltmeisterschaft
| Saison | Team                  | Rennwagen       | 1   | 2   | 3   | 4   | 5   | 6   |
| ------ | --------------------- | --------------- | --- | --- | --- | --- | --- | --- |
| 2022   | Dempsey-Proton Racing | Porsche 911 RSR | SEB | SPA | LEM | MON | FUJ | BAH |
| 2022   | Dempsey-Proton Racing | Porsche 911 RSR | 25  | 21  | 47  | 20  | DNF | 30  |